# 41P/Tuttle-Giacobini-Kresák
41P/Tuttle-Giacobini-Kresák, komet Jupiterove obitelji, objekt blizu Zemlji. Uz ime otkrivatelja Tuttlea, komet nosi ime astronoma koji su ga opet otkrili, neovisno jedan o drugome: Michel Giacobini 1907. i Ľubor Kresák 1951. godine.